# 千石保
千石 保（せんごく たもつ　1928年（昭和3年）6月13日 - 2016年（平成28年）10月21日）は、日本の教育者。子供の実態研究の、第一人者である。

## 来歴
富山県出身。早稲田大学法学部卒。東京地方検察庁（東京地検）検察官（検事）、法務総合研究所教官、総理府参事官を経て、私財を投じ、1975年（昭和50年）に財団法人日本青少年研究所を設立、2008年（平成20年）現在同研究所理事長および所長を兼任。
中曽根康弘内閣の臨時教育審議会では、第3部会に所属し、文部官僚の立場と軌を一にする形で、教育の規制緩和に反対した。

## 著書
- 『民法入門 民法の考え方』日本加除出版　レジストラー・ブックス　1969
- 『日本人の人間観 欧米人との違いをさぐる』1974　日経新書
- 『比較サラリーマン論 日米独企業エリートの心と行動』東洋経済新報社　東経選書　1977
- 『やる気の研究』講談社、1980年
- 『いつ〈日本人〉になるか―日米母子調査にみる育児と文化』 小学館、1984年
- 『弁護士 心と心をつなぐ法律家』あいうえお館　はたらく姿に学ぶ仕事日記 1984
- 『現代若者論 ポスト・モラトリアムへの摸索』弘文堂　1985
- 『ザ・サラリーマン 日米比較』日本経済新聞社　1985
- 『会社から逃走する若者たち 新しいインセンティブは何か』リクルート出版　1987
- 『民法の考え方と学び方』日本加除出版、1987年
- 『「まじめ」の崩壊―平成日本の若者たち』サイマル出版会、1991年
- 『マサツ回避の世代―若者のホンネと主張』PHP研究所、1994年
- 『「まじ」の哲学―平成若者論』角川書店、1996年
- 『「モラル」の復権―情報消費社会の若者たち』サイマル出版会、1997年
- 『日本の高校生 国際比較でみる』日本放送出版協会　NHKブックス 1998
- 『「普通の子」が壊れてゆく』日本放送出版協会 2000年
- 『新エゴイズムの若者たち―自己決定主義という価値観』PHP新書、2001年
- 『日本の女子中高生』日本放送出版協会　NHKブックス、2005年

### 共著
- 『比較日本人論 世界の若者たちの意識調査が初めて実証的に解明した<日本型>社会の構造』遠山敦子共著　小学館　100万人の創造選書 1973
- 『学歴主義のつぎにくるもの 企業の求める人材は変った』松原治郎共編著　学陽書房　1978
- 『日本の小学生 国際比較でみる』飯長喜一郎共著　日本放送出版協会　NHKブックス 1979
- 『日本のサラリーマン 国際比較でみる』編著　日本放送出版協会　NHKブックス 1982
- 『父親はいま、子どもに何を教えるか』依田明共編　あすなろ書房　1983
- 『子どもにこれだけは教えたい「マナーとルール」の本』依田明共編　あすなろ書房　1985
- 『中国人の価値観 変わりゆく社会意識とライフスタイル』丁謙共著　サイマル出版会　1992
- 『日本の若者・アメリカの若者 高校生の意識と行動』ロイズ・L.デビッツ共著　日本放送出版協会　NHKブックス 1992